# 奥斯曼迪伊
鄂圖曼迪伊（阿拉伯语：‎，1550年—1610年9月），又称卡拉·鄂圖曼迪伊，奥斯曼帝国突尼斯省的第三任迪伊（耶尼切里低级军官）。